# Thảm họa Mocoa
Thảm họa Mocoa xảy ra vào rạng sáng ngày 1 tháng 4 năm 2017. Mưa nặng nề đã gây ra lũ quét và sạt lở đất ở thành phố Mocoa, Putumayo, Colombia, giết chết ít nhất 283 người, làm bị thương hơn 400 người, và làm 220 người khác mất tích. Nó được coi là thảm hoạ tồi tệ nhất trong lịch sử của Mocoa.

## Bối cảnh
Nằm trong dãy núi Andes, vùng Putumayo nổi tiếng là nạn trượt lở đất chết người. Địa hình đồi núi của khu vực và lượng mưa thường xuyên làm cho nó dễ bị thiên tai như vậy. Trong suốt ba tháng đầu năm 2017, bờ biển tây bắc Nam Mỹ có lượng mưa trung bình vượt quá mức trung bình, dẫn đến lũ lụt ở Peru và Ecuador.
Trong đêm qua ngày 31 tháng 3 - 1 tháng 4, mưa lớn rơi xuống phía tây nam Colombia, trong khi hầu hết mọi người đang còn ngủ. Theo các cư dân, mưa đã trở nên đặc biệt mạnh vào giữa 11 giờ sáng và 1 giờ sáng theo giờ địa phương. Tổng cộng có 130 mm (5,1 in) của mưa rơi trong sự kiện; Trung bình khu vực này nhìn thấy 400 mm trong suốt tháng 3. Điều này làm cho sông Mocoa, Sangoyaco và Mulata chảy tràn và đẩy các dòng chảy bùn lên các khu nhà ở và cơ sở hạ tầng tại thành phố Mocoa vào lúc 3 giờ sáng.
Vùng lân cận được xây dựng dọc theo các bờ của các con sông nói trên đã hoàn toàn bị tàn phá. Nhiều ngôi nhà xây cất kém được san phẳng, và một phần lớn của thành phố được chôn vùi dưới hàng chục centimet bùn. Thiên tai ảnh hưởng xấu đến 17 thành phố lân cận, với thị trưởng thành phố Mocoa, José Antonio Castro, ghi nhận một số khu vực "đã bị xoá hoàn toàn". Khu phố Independencia bị phá hủy hoàn toàn.
Vào sáng ngày 2 tháng 4, ít nhất 283 người đã chết, hơn 400 người bị thương (bao gồm 167 trẻ em), và hơn 220 người mất tích. Ít nhất có 22 người bị thương trong "tình trạng y tế mong manh" và đã được chuyển lên thành phố Neiva.

## Hậu quả
Tổng thống Juan Manuel Santos tuyên bố tình trạng khẩn cấp và tuyên bố rằng "toàn thể người Colombians đang đồng cảm với các nạn nhân thảm kịch này". Hơn 1.100 binh lính và cảnh sát đã được triển khai để hỗ trợ tìm kiếm và cứu hộ. Santos coi vụ việc là "thảm hoạ thiên nhiên do biến đổi khí hậu gây ra." Một nhà xác tạm thời được thành lập để xử lý số lượng lớn người chết. Hội Chữ thập đỏ Colombia đã khởi động Phòng Khủng Hoảng Quốc gia để đối phó với thảm hoạ và triển khai một đội ngũ gồm 47 người để giúp phục hồi. Các bệnh viện trong thành phố đầy ứ bệnh nhân, và phần lớn diện tích còn lại không có điện và nước.
Đến ngày 2 tháng 4, hơn 2.500 nhân viên- bao gồm 1.400 lính và 800 nhân viên cảnh sát đang tìm kiếm những mảnh vỡ cho những người sống sót. Quân đội đã cung cấp 63 phương tiện, 10 máy bay trực thăng, 7 chiếc thuyền và 6 chiếc máy bay cho hoạt động cứu hộ.